# Asmongold
Zack Hoyt, ismertebb nevén Asmongold (Florida, 1990. június - ) amerikai Twitch-streamer, youtuber és tartalomgyártó, aki World of Warcraft videóival vált híressé, ma pedig egyéb játékokról, gaming hírekről, valamint közéleti témákról streamel. Az austini székhelyű One True King (OTK) streaming-, játék- és tartalomgyártó társaság, valamint a számítógépekkel kereskedő Starforge Systems alapítója és társtulajdonosa.

## Kezdetek
Asmongold Floridában született, majd Austinban nőtt fel. Gyerekkora óta foglalkoztatják a videojátékok, különösképp a  szerepjátékok (RPG). 2006-ban, egy barátja révén ismerte meg a World of Warcraftot, mely hamar magával ragadta, egyetemi tanulmányait pedig már streamingkarriere miatt hagyta félbe.

## Karrier
Asmongold 2009-ben kezdett YouTube-ra World of Warcraft témájú videókat készíteni, melyekben véleményét, stratégiáit és játékismeretét osztotta meg. Csatornáját egyre többen nézték, 2011-ben pedig elkezdett élőben streamelni Twitch-en, eleinte hobbiszinten, 2014-től pedig mint hivatásos streamer. Tartalmai főleg játékmenetről, útmutatókról, vitákról és a World of Warcraft bővítéseiről és javításairól szóltak. Twitch-fiókját 2017 augusztusában ideiglenesen felfüggesztették a Katrina hurrikán miatt kitelepített túlélőkre tett megjegyzése miatt. Később, a TwitLongerben tisztázta álláspontját, a Twitch pedig feloldotta a tiltást.
2019-ben Asmongold az egyik legnépszerűbb streamer lett a platformon.
A Classic 2019-es megjelenésekor komolyat ugrott népszerűsége, a Shadowlands 2020-as megjelenésére pedig ő lett az egyik legnézettebb World of Warcraft streamer. 2021. július 3-án több százezren követték, ahogy a Final Fantasy XIV-vel játszik.
2020 októberében Asmongold tartalomgyártó kollégáival létrehozta a One True King (OTK) streamingtársaságot, 2022 augusztusában Starforge Systems néven pedig PC-gyártó céget is alapítottak.
Asmongold videóiban gyakran kritizálja a pay-to-win játékokat, melyek lehetővé teszik a felhasználók számára, hogy pénz ellenében előnyre tegyenek szert. 2022-ben Ted Cruz republikánus politikusnál lobbizott, hogy tiltsák be a videójátékokban népszerű lootboxokat, mivel véleménye szerint ez a jelenség kiskorú szerencsejátéknak minősül, ami törvénybe ütközik. Cruz válaszában egyetértését fejezte ki, és találkozót ajánlott.
2023. február 17. óta Asmongold Steak & Eggs címmel podcastot vezet, két One True King-társával, Emiruval és Tectone-nal.

## Magánélet
Streamingkarriere előtt, 2012-től 2013-ig Asmongold az Amerikai Adóhatóságnál (IRS) dolgozott, emellette biznisz szakra és jogi karra készült, de anyja gondozása miatt kénytelen volt félbeszakítani egyetemi tanulmányait.
2021 októberében anyja előrehaladott COPD következtében elhunyt, ezután egy darabig Asmongold nem streamelt.

## Díjak és jelölések
| Év   | Esemény             | Kategória               | Eredmény |
| ---- | ------------------- | ----------------------- | -------- |
| 2020 | Esports Awards 2020 | Az év streamere         | Jelölve  |
| 2022 | Esports Awards 2022 | Az év streamere         | Jelölve  |
| 2023 | The Streamer Awards | Legjobb MMORPG streamer | Elnyerte |
| 2024 | The Streamer Awards | Legjobb MMORPG streamer | Elnyerte |

## Fordítás
Ez a szócikk részben vagy egészben  az   Asmongold című angol Wikipédia-szócikk ezen változatának fordításán alapul.  Az eredeti cikk szerkesztőit annak laptörténete sorolja fel. Ez a jelzés csupán a megfogalmazás eredetét és a szerzői jogokat jelzi, nem szolgál a cikkben szereplő információk forrásmegjelöléseként.